# Carlos Romero Bonifaz
Carlos Gustavo Romero Bonifaz (La Paz, 23 de agosto de 1966) es un abogado, ex senador, dirigente deportivo y político boliviano. Fue varias veces ministro durante el primer, segundo y tercer gobierno del presidente Evo Morales Ayma. Fue el ministro de Gobierno de Bolivia en dos ocasiones; la primera desde el 23 de enero de 2012 hasta el 15 de julio de 2014 y la segunda desde el 25 de mayo de 2015 hasta el 10 de noviembre de 2019.

## Biografía
Carlos Romero nació el 23 de agosto de 1966 en la ciudad de La Paz. Sus padres fueron Carlos Romero Loria y Marina Bonifaz Ponce. Comenzó sus estudios escolares en 1972, saliendo bachiller en su ciudad natal el año 1983. También formó parte de la Federación Universitaria Local F.U.L del 1989-1992
En 1984, continuo con sus estudios profesionales, ingresando ese año a estudiar en la Facultad de Derecho de la Universidad Mayor de San Andrés. Se graduó como abogado de profesión el año 1990. Romero se relacionó con movimientos sociales, estudiando y desempeñando cargos dirigenciales en la Universidad Mayor de San Andrés de la ciudad de La Paz.
Entre los años de 1995 y 2000 fue responsable del Centro de Estudios Jurídicos e Investigación Social CEJIS-Trinidad.
A fines de 2000, asumió la dirección ejecutiva nacional del CEJIS. En mayo y junio de 2002 acompañó a las organizaciones indígenas y campesinas del oriente en la Marcha por la Asamblea Constituyente.
En abril de 2006 es proclamado candidato departamental a la asamblea constituyente por organizaciones indígenas del Departamento de Santa Cruz, cargo que ocupa el 2 de julio del mismo año.
En enero de 2007 fue designado presidente de la Comisión de Recursos Naturales Renovables, Tierra-Territorio y Medio Ambiente.

## Vida política
El 8 de septiembre de 2008 ocupó el cargo de ministro de Desarrollo Rural Agropecuario y Medio Ambiente y el 9 de febrero de 2009 fue designado el primer ministro del recién creado Ministerio de Autonomías, cargo que ocupó hasta 2010.
En junio de 2011, Romero fue nombrado ministro de la Presidencia, cargo que ocupó hasta el año 2012 para luego ser nombrado en enero de ese mismo año como ministro de Gobierno en segundo gobierno de Evo Morales Ayma.

### Ministro de Estado
Carlos Romero renuncia en julio de 2014 al cargo de ministro de gobierno para habilitarse a la candidatura como primer senador por el departamento de Santa Cruz en las Elecciones generales de Bolivia de 2014, donde salió elegido como senador.
El 25 de mayo de 2015, Romero vuelve nuevamente al ministerio de Gobierno de Bolivia, siendo posesionado por el presidente Evo Morales Ayma y reemplazando al exministro Hugo Moldiz. Esto fue debido a la fuga de su arresto domiciliario del político y empresario peruano Martin Belaunde Lossio el 24 de mayo, el cual la policía boliviana junto al apoyo de las Fuerzas Armadas de Bolivia lograron capturarlo en la localidad de Magdalena del departamento del Beni el 28 de mayo, tres días después de que fuera posesionado Romero.
El 11 de noviembre de 2019 tras la dimisión del presidente Evo Morales medios de comunicación argentinos informaron que desde el día 10 estaba refugiado en la embajada de Argentina ante La Paz. Junto a Romero se encontraba también refugiada la Ministra de Planificación de Bolivia Mariana Prado Noya. La cancillería argentina informó que Carlos Romero se encontraba «a resguardo» y no en figura de «asilo».

## Dirigente deportivo
Carlos Romero asumió la presidencia del Sport Boys Warnes el 4 de enero de 2015. Durante su mandato, el Sport Boys ha sido campeón de la Primera División de Bolivia en el Torneo Apertura 2015. En noviembre de 2019 y luego de cuatro años anunció su salida del club.

## Controversias
El 18 de noviembre de 2019, el diputado suplente Rafael Quispe, presentó una denuncia penal ante la Fiscalía Departamental de La Paz contra el exministro de gobierno Carlos Romero Bonifaz, así como también contra el expresidente Evo Morales Ayma y todos sus ministros, viceministros y demás autoridades masistas que llegaron a ocupar altos cargos durante la duración del Masismo en Bolivia por haber cometido supuestamente los delitos de sedición, terrorismo, alzamiento armado contra el estado boliviano, financiamiento de terrorismo, conspiración y otros graves delitos más. Por otro lado, la CIDH en diciembre de 2019 declaró de masacres lo ocurrido en las localidades de Senkata y Sacaba las represiones propiciadas por el gobierno de Jeanine Añez, lo que demostró que las denuncias contra Carlos Romero fueron de carácter político, hecho que es denunciado por la comunidad internacional como persecución política.
El 7 de enero de 2020, el nuevo director general del nuevo Fondo de Desarrollo Indígena (FDI)  Rafael Quispe (ex diputado suplente), presentó una denuncia penal ante el Ministerio Público de Bolivia contra el exministro de gobierno Carlos Romero Bonifaz por haber cometido los graves  delitos de daño económico al estado boliviano, incumplimiento de deberes, conducta antieconómica, enriquecimiento ilícito y otros delitos más, esto dentro del marco de las investigaciones del millonario desfalco del antiguo Fondo Indígena Originario Campesino (Fondioc). Junto a Carlos Romero, Rafael Quispe anunció que se encuentran también denunciados por los mismos delitos el exministro de economía Luis Arce Catacora y el exministro de la presidencia Juan Ramón Quintana.

### Encarcelamiento en San Pedro (2020)
El 17 de enero de 2020, el juzgado primero anticorrupción de la ciudad de La Paz decidió enviar al exministro Carlos Romero a la Cárcel de San Pedro con detención preventiva por los presuntos hechos de corrupción dentro de la Unidad Ejecutora de Lucha Integral Contra el Narcotráfico (UELICN) dependiente del Ministerio de Gobierno de Bolivia. Pero Romero estaría solamente por cinco meses en dicho centro penitenciario hasta el 30 de junio de 2020, cuando la justicia boliviana decide concederle la detención domiciliaria pero con una fianza de 50 000 dólares (alrededor de 350 mil bolivianos)

### Coronavirus
El 9 de julio de 2020, se confirmó a nivel nacional la noticia de que el exministro Carlos Romero Bonifaz había contraido la mortal enfermedad del Coronavirus mientras aún se encontraba todavía con detención preventiva en la Cárcel de San Pedro. El 14 de julio, fue internado de urgencia en una clínica privada debido a su delicado estado de salud a causa del COVID-19. Pocos días después, el 25 de julio, Romero fue dado de alta de la clínica donde se encontraba internado ya con signos de recuperación.
El 2 de agosto de 2020 falleció su madre Marina Bonifaz Ponce (1933-2020) a sus 87 años de edad, a causa del Coronavirus.

## Publicaciones
Carlos Romero Bonifaz es autor de varios libros y publicaciones, como ser:
- Proceso constituyente boliviano
- Temas de la agenda Nacional
- Constituciones comparadas y Aprobadas
- La Tierra como fuente de Poder Económico, Político y Cultural
- Del Conflicto al Diálogo, memorias del Acuerdo Constitucional
- Autonomías Indígenas en la Realidad Boliviana y su Nueva Constitución